# 松栄堂
株式会社松栄堂（しょうえいどう）は、1705年（宝永2年）頃に創業し、お香の製造・販売を手掛ける京都市中京区の企業である。

## 店舗
日本国内に8店舗の直営店を経営している。  
- 京都府 3店舗
- 東京都 2店舗
- 神奈川県 1店舗
- 大阪府・北海道 各1店舗

## 香の種類
松栄堂では、線香を京線香と高級線香の2種類に大別している。以下の一覧は安価なものから並べている。 

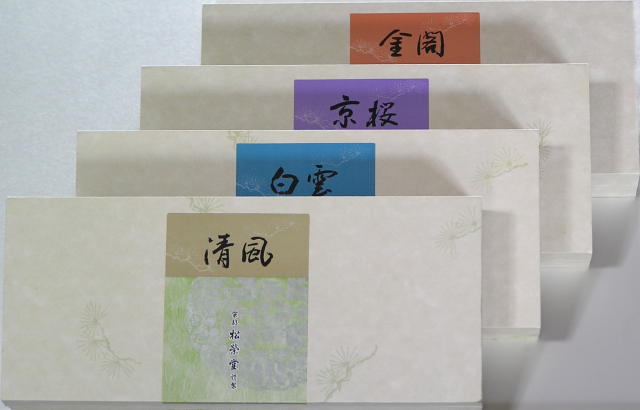
半分の大きさの箱：清風、白雲、京桜、金閣

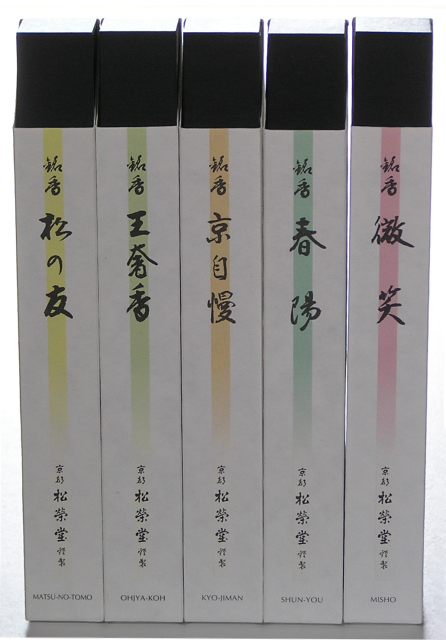
高級線香：松の友、王奢香、京自慢、春陽、微笑

京線香シリーズ
- 京にしき
- のきば
- 金閣
- 京桜
- 五山
- 白雲
- 円明
- 清風

ほのかな煙のシリーズ
- ほのか
- かすみ
- おぼろ

高級線香
- 松の友
- 王奢香
- 京自慢
- 春陽
- 微笑
- 南薫
- 雅芳
- 明覚

## 参照資料
1. 1 2 3 4 5  “松栄堂のこと - 香老舗　松栄堂”. www.shoyeido.co.jp. 2020年1月18日閲覧。
2. ↑  “Company History”.   Shoyeido Incense Company. 2013年11月10日時点のオリジナルよりアーカイブ。2013年11月10日閲覧。
3. ↑  “店舗案内 - 香老舗　松栄堂”. www.shoyeido.co.jp. 2020年1月18日閲覧。